# Luxiaria hyalodela
Luxiaria hyalodela är en fjärilsart som beskrevs av Louis Beethoven Prout 1928. Luxiaria hyalodela ingår i släktet Luxiaria och familjen mätare. Inga underarter finns listade i Catalogue of Life.